# Somua S-35
Somua S-35 je bil francoski tank. Oblika tanka S-35 je nastala iz projekta  Automitrailleuse de Combat (AMC).

## Zgodovina
Leta 1934 so se pojavile potrebe po veliko težjih tankih, kot leta 1931. Novi tank so morali biti odporni proti protitankovskemu orožju. 17. Maja 1934 se je francoska vlada dogovorila s podjetjem Schneider za izdelavo prototipa. 16. julija so dogovor dokončno sklenili in z 12. oktobrom leta 1935 so začeli graditi nov prototip. Prototip z oznako AC3 je bil narejen 14. aprila 1934. Izboljšan prototip AC4 pa je bil narejen 25. marca 1936. Ta tank so uradno poimenovali v automitrailleuse de combat modèle 1935 S (AMC 1935 S). Ko so ga začeli izdelovati, pa je bil poznan kot SOMUA S35.